# Catilia nitida
Catilia nitida är en tvåvingeart som beskrevs av Robineau-desvoidy 1830. Catilia nitida ingår i släktet Catilia och familjen parasitflugor.
Artens utbredningsområde är Frankrike. Inga underarter finns listade.